# Cartas de Laquis
Las Cartas de Laquis u Óstraco de Laquis son una serie de cartas escritas con tinta de carbón que contienen inscripciones cananeas en hebreo antiguo en óstraco de arcilla. Las cartas fueron descubiertas en las excavaciones de Laquis (Tell ed-Duweir).
Los ostraca fueron descubiertos por James Leslie Starkey en enero-febrero de 1935, durante la tercera campaña de las excavaciones Henry Wellcome. Fueron publicados en 1938 por Harry Torczyner —cuyo nombre se cambió posteriormente por el de Naftali Herz Tur-Sinai— y han sido muy estudiados desde entonces. Diecisiete de ellas se encuentran en el Museo Británico de Londres, y un número menor —incluida la Carta 6— se expone de forma permanente en el Museo Rockefeller de Jerusalén Este. Las inscripciones principales se conocen como KAI 192-199.

## Interpretación
Las cartas individuales proceden probablemente de la misma vasija de arcilla rota y lo más probable es que se escribieran en un corto periodo de tiempo. Fueron escritas a Yaush (o Ya'osh), posiblemente el oficial al mando en Laquis, de parte de Hoshaiah (Hoshayahu), un oficial militar destinado en una ciudad cercana a Laquis (posiblemente Maresha). En las cartas, Hoshaiah se defiende ante Yaush en relación con una carta que se suponía que había leído o no. Las cartas también contienen informes y peticiones informativas de Hoshaiah a su superior. Fueron escritas probablemente poco antes de que Laquis cayera en manos del ejército babilónico del rey Nabucodonosor II en el 588/586 a. C. durante el reinado de Sedecías, rey de Judá (Jeremías 34:7).
Basándose en las capas de excavación que contienen las huellas de dos incendios correspondientes a dos asedios de la ciudad; se determina que el primer incendio ocurrió en el 597 a. C. y el segundo diez años después, en el mismo período en que cayó Jerusalén. Solo las cartas 19 y 21 probablemente provienen de antes del período del primer incendio.

## Descripción

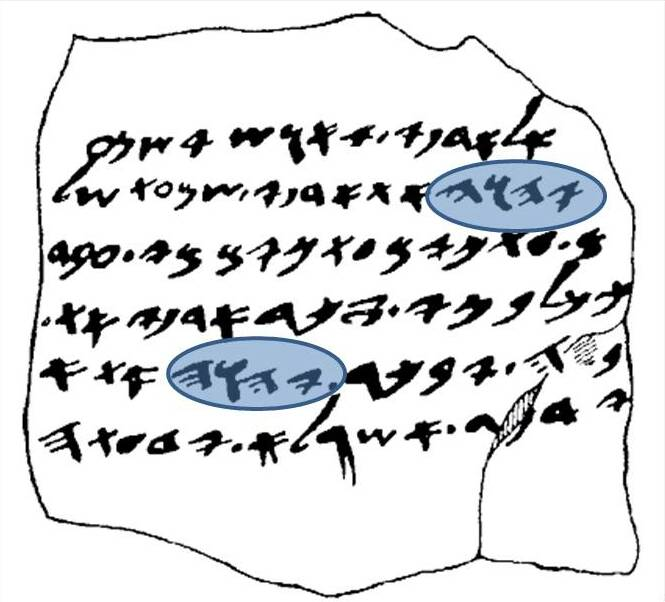
Yahweh en la carta de Laquis número 2.

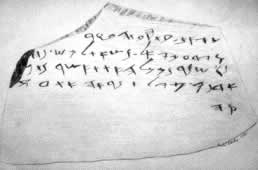
Carta número 4B.

Las inscripciones de las óstraco se escribieron con tinta, lo que hace que su contenido se desvanezca con el tiempo. Loas piezas tienen varias formas, aunque la predominante es similar a un rectángulo. El instrumento de escritura era probablemente un kalam, una especie de caña con un extremo ancho y cortado. Por otro lado, las inscripciones se realizaron en el lado convexo de la cerámica, y solo posiblemente por falta de espacio, se utilizó el lado cóncavo. El punto de separación se usó de manera bastante consistente entre palabras consecutivas. De las 22 cartas, únicamente 6 contienen un texto relativamente completo. Algunas de las piezas probablemente provienen de la misma vasija de arcilla rota en pedazos individuales. Esto indica que probablemente se escribieron en una sucesión rápida. El estilo de las cartas es elíptico porque alude a un contexto supuestamente conocido tanto por el autor de las cartas como por sus destinatarios, pero que hoy es difícil de reconstruir.
Las cartas 1-15 y 18 proceden de una sala adyacente a la puerta exterior de la ciudad. Puede haber sido una sala de guardia donde llegaban los mensajes para el comandante de la fortaleza. En tres ocasiones, el destinatario de las cartas era un hombre llamado Yaosh (יאוּש). Dado el contexto, puede tratarse del comandante de la fortaleza. Las cartas dan una visión general de los saludos en uso como ישמַע יהוה את אדֹנִי שמֻעֹת טֹב עָתָ כּיֹם «que Yahvé le traiga a mi amo buenas noticias ahora» (carta 8) o la forma de carta de un subordinado a su superior מי עבדך כּלב כּי (mi `bdk klb ky) «¿quién es tu siervo (si no) un perro que ...» (carta 6). Según la Bible d'Oxford Annotée, la fraseología de la carta 6 es similar a la de Jeremías 38:4.
La carta 3 es una carta de Hoshaiah a Yaosh. Se refiere a una embajada dirigida por el general Coniah hijo de Elnathan en Egipto. Las negociaciones parecen encaminadas a obtener ayuda militar ante la invasión babilónica. Esta carta se hace eco del Libro de Jeremías, que indica la existencia de un partido pro-egipcio en la corte de Judá.Jeremías 37:7 Jeremías también menciona a un tal «Elnathan hijo de Achbor» en relación con Egipto.Jeremías 26:22 Este último fue enviado allí por el rey Joacim para arrestar al profeta Urías. Es posible que este Elnathan sea el padre de Coniah, aunque no hay nada en la carta que lo relacione con el relato de Jeremías. Un oscuro pasaje se refiere también a la advertencia de un profeta sin nombre que podría dar cuenta de las divisiones en la elección de la política en la situación de crisis en la que se encuentra el reino.
La carta 4 se sitúa en el contexto de la última fase de la campaña babilónica. Parece aludir al abandono de un puesto de avanzada de Judá llamado Beth-harapid, y quizás a la caída de Azeka («¡Quiera Yahweh que mi señor oiga hoy buenas noticias») («Vigilamos las señales de Laquis, según las indicaciones que mi señor dio, pues no vemos Azeca»). Según Jeremías, Laquis y Azeca son las principales fortalezas de Judá y son las últimas que siguen en manos de los judíos en vísperas de la caída de Jerusalén.Jeremías 34:6